# Georges de la Chapelle
Georges de la Chapelle, właściwie Luc Henri Hervé Guy Gardye de la Chapelle  (ur. 16 lipca 1868 w Farges-Allichamps, zm. 27 sierpnia 1923) – francuski tenisista, medalista igrzysk olimpijskich.
Podczas Letnich Igrzysk Olimpijskich 1900 rozgrywanych w Paryżu zdobył brązowy medal – w konkurencji gry podwójnej.
W deblu występował w parze z André Prévostem. W pierwszej rundzie Francuzi pokonali reprezentację Francji 2. W kolejnym, półfinałowym spotkaniu ulegli zespołowi amerykańsko-francuskiemu. Miejsce na najniższym stopniu podium zajęli wspólnie z przedstawicielami Wielkiej Brytanii – Haroldem Mahonym oraz Arthurem Norrisem.